# اکسید دیسپروزیم (III)
اکسید دیسپروزیم(III) (به انگلیسی: Dysprosium(III) oxide) با فرمول شیمیایی Dy۲O۳ یک ترکیب شیمیایی است. که جرم مولی آن ۳۷۲٫۹۹۸ g/mol می‌باشد. شکل ظاهری این ترکیب، پودر سفید. است.